# 饶静文
饶静文（1985年3月26日—）是中国女子乒乓球运动员，籍贯湖北武汉，右手横板快攻结合弧圈球打法，正手反胶反手生胶。

## 生涯
2003年，饶静文获得全国城市运动会女单和女双两项冠军。2007年夏季世界大学生运动会，饶静文夺得女单、女双、女团和混双四项冠军，成为本届赛事的乒乓球“大满贯”选手，其后又在2011年夏季世界大学生运动会上再次夺得四项冠军。
2013年，饶静文首次出战世界乒乓球锦标赛，她和王励勤出战混合双打项目，于半决赛2:4不敌韩国组合李相秀/朴英淑，获得季军。
2014年，饶静文从国家队退役。